# Hiraga Gennai

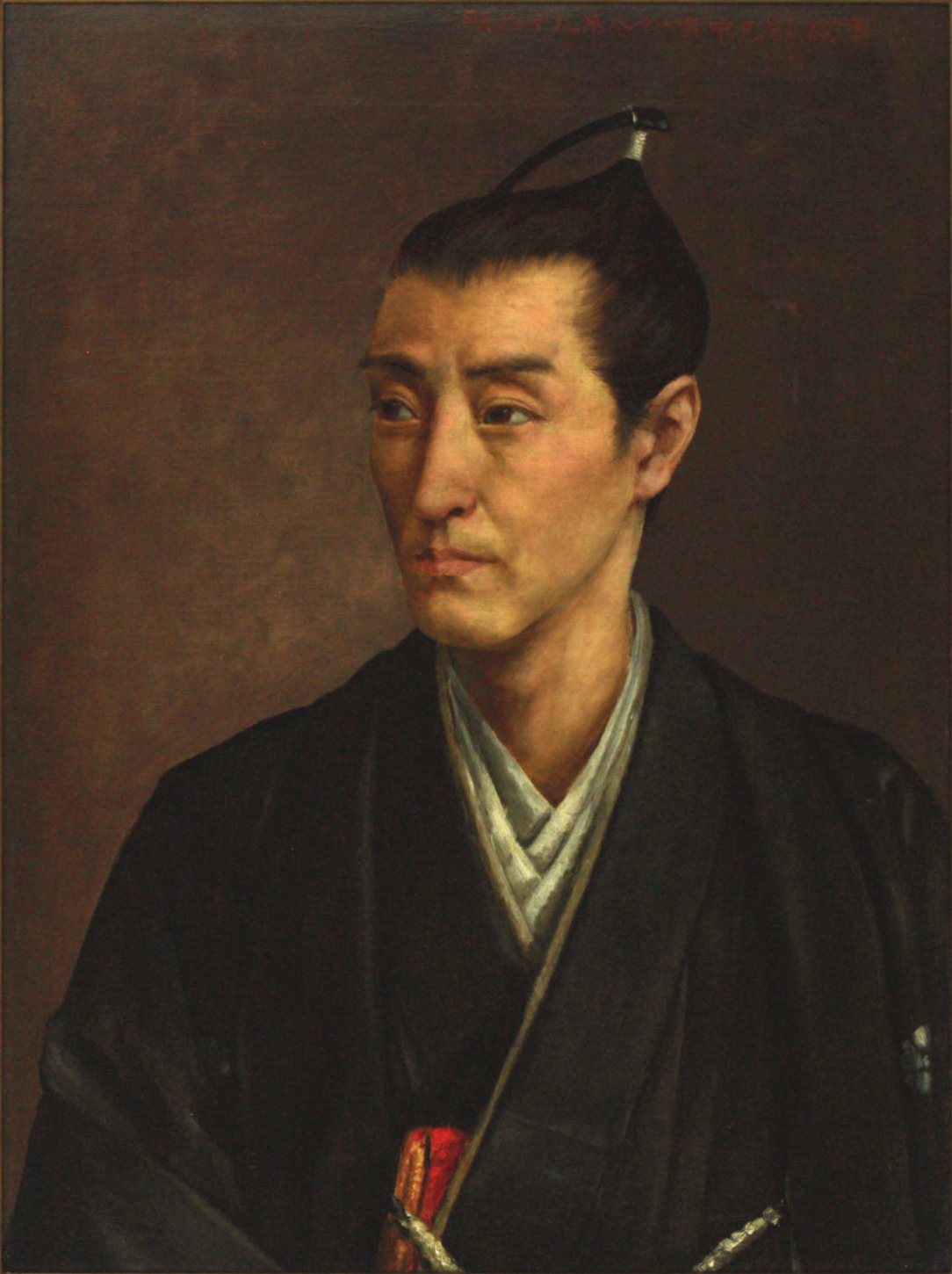
Portrait d'Hiraga Gennai

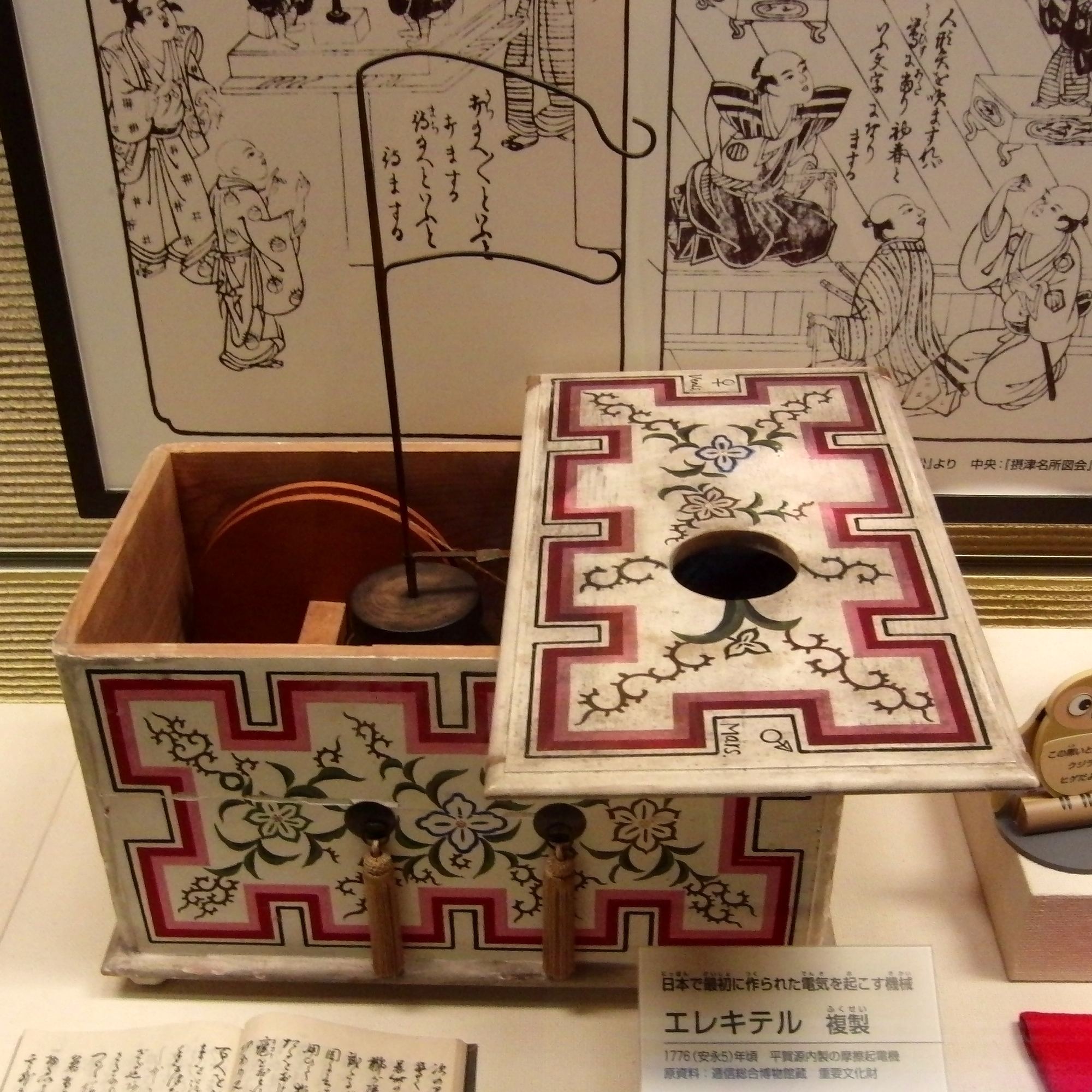
L'Elekiter (réplique) exposée au musée national de la nature et des sciences de Tokyo.

Hiraga Gennai (平賀源内, 1729-1780, ou Kyōhō 13 - An'ei 13) est un pharmacologue japonais de la période d'Edo, érudit des études occidentales, médecin, auteur, peintre et inventeur qui est bien connu pour son Elekiter (générateur électrostatique), son kandankei (thermomètre) et son kakanpu (tissu d'amiante). Il a également écrit un essai satirique.

## Biographie
Né dans une famille samouraï de bas-rang, son père est Shiraishi Mozaemon (Yoshifusa), sa mère est du clan Yamashita, et il a beaucoup de frères et de sœurs. Son nom réel est Kunitomo (国倫), mais il est également connu sous le pseudonyme Kyūkei (鳩渓), Fūrai Sanjin (風来山人) (son pseudonyme littéraire principal), de Tenjiku rōnin (天竺浪人) et Fukuchi Kigai (福内鬼外). Il est cependant connu sous le nom de « Gennai ».
Dès l'âge de 12 ans, il étudie les herbes médicinales à Osaka, avec Toda Kyokuzan, avant d'aller à Edo en 1757. Là, il étudie avec Tamura Ransui, dont les jardins sont utilisés comme lieu d'expérimentation botanique, et écrit un certain nombre de livres, certains sur des matières scientifiques ou naturelles, quelques romans satiriques et sur le tourisme sexuel, dans les genres kokkeibon et dangibon. Dans ses expériences scientifiques, il prospecte différents minerais, tisse l'amiante, fait du calcul de températures (il est le premier Japonais à développer un thermomètre), et travaille sur l'électricité statique. Il étudie également les techniques occidentales de peinture et de céramique, et produit un certain nombre de travaux dans cette veine. Il importe notamment des techniques de fabrication de la porcelaine et la peinture à l'huile.
Il essaie d'introduire la culture du ginseng dans son pays et crée une boutique d'apothicaire. En 1763, il publie une encyclopédie d’histoire naturelle, qui devient un best-seller et tient salon avec des scientifiques et des artistes.
Intéressé par les minerais, il essaye sans succès un certain nombre de fois de faire ouvrir de nouvelles mines. Une fois, frustré et exaspéré par le manque de soutien des populations locales, il tue un de ses disciples dans un excès de colère. Arrêté et envoyé en prison, il y meurt du tétanos en 1779. Privé d'obsèques publiques, il est incinéré. En 1943, il est réhabilité et sa tombe devient site historique national.

## Apparition dans les fictions
- Dans l'OAV Le masque de Zeguy, Hiraga Gennai a un rôle important (avec Hijikata Toshizo) où il protège Miki (qui est une descendante de la prêtresse nommée Shamus) et empêche le masque légendaire de tomber dans de mauvaises mains.
- Dans Le pavillon des hommes, il aide à développer un vaccin pour prévenir la variole du tengu.
- Dans l'épisode 10 de l'anime Oh ! Edo Rocket, on indique que le résident retiré est Gennai. Le bloc de maison de Fūrai, qui est à lui, est également une référence à un de ses pseudonymes.
- Dans l'anime Gintama, il y a un mécanicien nommé Hiraga Gengai.
- L'anime Zero no tsukaima a un personnage du nom de Hiraga Saito. Quand il salue du Japon, on spécule qu'il est baptisé du nom de Gennai.
- Gennai fait une apparition dans l'anime Read or Die, avec beaucoup d'autres figures historiques et légendaires. Dans Read or Die, Gennai utilise son elekiter comme une arme destructive qu'il emploie pour détruire la Maison Blanche et suppriment un escadron entier d'hélicoptères de guerre.
- On fait également référence à Gennai dans Mai-HiME.
- Dans l'anime Flint le Détective, il fait une apparition avec son elekiter qu'il l'emploie pour faire des robots géants.
- Dans le jeu vidéo de Squaresoft Live A Live, il y a un mécanicien appelé Gennai qui est responsable de la création des pièges mécaniques dans le chapitre de Bakumatsu. Puisque le contexte du chapitre est l'ère de Bakumatsu, sa présence est un anachronisme, mais vu la présence d'Ishikawa Goemon, Yodo-Dono, et Shirō Amakusa, il est clair que cette section du jeu ait été intentionnellement conçue comme un mix de l'histoire populaire japonaise.
- Dans le 36e épisode de Kikaida 01, Hiraga Gennai est menacé par les robots qui voyagent dans le temps déguisés comme ninja. L'ombre du mal tend à le débarquer en 1974 et à le faire aider à construire de meilleurs robots.
- Dans le 30e épisode des Supers Nanas Zeta (ガールズとカレ ! - Les filles et lui !), un personnage nommé Hiraga Kennai est responsable de la création d'une forme primitive du produit chimique Z et du Ōedo Chakichaki Musume. Il emploie également un elekiter pour séparer son âme (la lumière noire) de son corps.
- Dans le 13e épisode de la première saison de l'anime Digimon Adventure, (エンジェモン覚醒 ! - Angemon se réveille !), un vieil homme appelé Gennai apparaît aux enfants choisis et les aide dans leur voyage. Il réapparaît dans Digimon Adventure 02 en plus jeune homme. Sa conception d'aventure de Digimon semble être basée sur des modèles japonais démodés, et tous les deux elle et son nom ont été probablement inspirés par le Gennai historique.